# Park Narodowy Rara
Park Narodowy Rara (ang. Rara National Park) – najmniejszy park narodowy Nepalu, otaczający największe jezioro kraju o tej samej nazwie. Park położony jest w północno-zachodnim Nepalu na wysokości około 3000 m n.p.m., zajmuje powierzchnię 106 km² i został utworzony w 1976.